# 短歌研究社
短歌研究社（たんかけんきゅうしゃ）は、日本の出版社。月刊『短歌研究』および、歌集・歌書の刊行を専門とする。

## 概要
1932年（昭和7年）創刊の短歌総合誌『短歌研究』の出版を日本短歌社より譲り受け、1962年（昭和37年）10月より手がけている。創業者は小野昌繁。中堅以上の実力ある歌人を顕彰する短歌研究賞のほか、短歌研究新人賞、現代短歌評論賞、塚本邦雄賞を主催し、新しい才能の発掘・育成にも力を注いでいる。講談社を中心とした音羽グループに属する。
日本短歌社時代には中井英夫が勤めており、1954年（昭和29年）に「短歌研究五十首詠」を開始して、中城ふみ子や寺山修司をデビューさせたことでも知られている。
『短歌研究』の創刊90周年を記念したイベント「アイドル歌会」を2021年から開催しており、選者を編集長の國兼秀二らが務めている。

## 短歌研究
月刊誌『短歌研究』の出版元は、改造社から日本短歌社、短歌研究社へと変遷した。1931年（昭和6年）、同年10月号を1号として改造社より出版され、12号（＝1932年9月号）まで継続、1932年10月号から巻号が改められた（同号を1巻1号とする）。その後、1944年（昭和19年）7月号（＝13巻7号）まで刊行された。
休止を挟んで1944年11月号から日本短歌社の発行となり、再び巻号を改めた（同号を1巻1号とする）。1962年9月号（＝19巻9号）を最後に版元が短歌研究社へ変わるが、同年10月号を19巻10号として継続し、現在に至る。
2024年10月、翌2025年から1月・2月合併号のように刊行形態を変更することが告知された。以降は3月・4月、5月・6月、7月・8月、9月・10月、11月・12月の合併号をそれぞれ予定しており、事実上隔月刊への移行となる。